# Presa di Palermo (535)
La presa di Palermo del 535 fu un episodio della guerra gotica combattuta tra l'Impero romano d'Oriente ed il Regno ostrogoto che si concluse con la conquista bizantina della città e della Sicilia; ebbe così inizio il dominio bizantino sulla città di Palermo, all'epoca chiamata Panormus, che durò fino all'831, anno della conquista islamica.

## Contesto storico

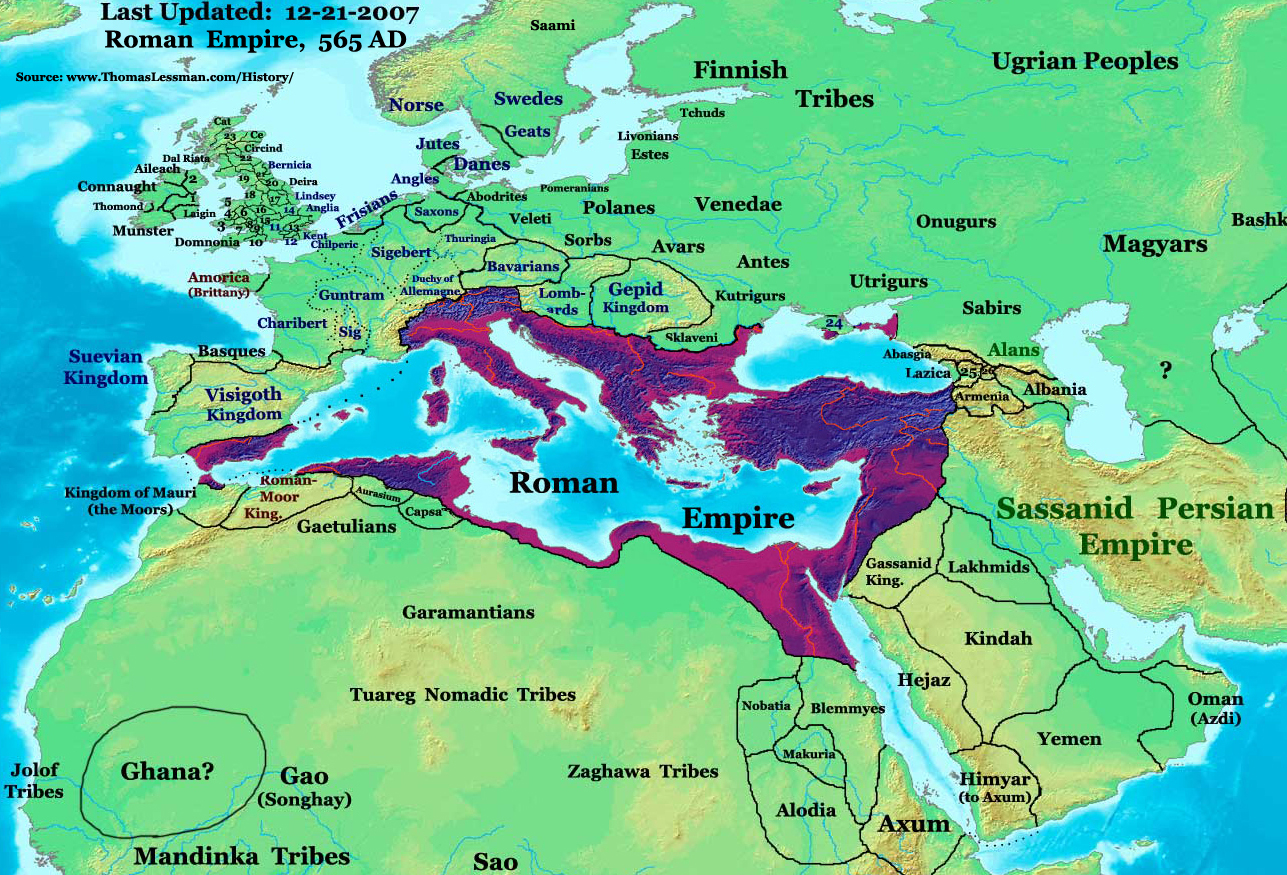
L'Impero romano d'Oriente alla morte di Giustiniano (565)

Nel 535 l'imperatore d'Oriente Giustiniano, intenzionato a riconquistare i territori occidentali dell'Impero caduti in mano degli ostrogoti nel V secolo, decise di tentare di recuperare il dominio politico sull'Italia. Per tale compito si affidò al suo generalissimo Belisario, da poco vittorioso nella guerra vandalica combattuta in Nord Africa nel biennio 533-534. In ragione di questa vittoria sui vandali, Belisario aveva ottenuto gli onori di un trionfo, venendo anche nominato console nell'anno 535.

## Eventi
La fonte delle informazioni circa la presa di Palermo da parte di Belisario è il De bello Gothico di Procopio di Cesarea. Secondo la sua ricostruzione, i bizantini non ebbero la minima difficoltà a conquistare Catania e Siracusa. Avanzando lungo l'isola, tutte le città si arresero rapidamente all'esercito bizantino. In questo quadro Palermo rappresentò l'unica eccezione e, di conseguenza, l'unico scenario di guerra nel corso della campagna nell'isola.
A Palermo gli ostrogoti avevano un considerevole presidio pronto a resistere e ad affrontare un lungo assedio. A comandarlo c'era il capitano Sinderico, il quale decise di mandare degli inviati a Belisario con lo scopo di intimargli di partire e di non tentare alcun assedio. Comprendendo di non poter prendere la città per via terrestre, il generale bizantino ideò allora uno stratagemma: data la vicinanza della città al mare e la scarsa altezza delle mura cittadine, ordinò ai suoi uomini di far entrare le navi nel porto ed ancorarle; poi, notando che le alberature erano più alte delle mura, fece riempire le scialuppe di arcieri e le fece installare in cima agli alberi; da qui fu possibile colpire i difensori e gli abitanti della città, cosa che condusse alla capitolazione nel giro di pochi giorni. In tal modo Palermo cadde in mano bizantina.